# E2fsprogs
e2fsprogs（又稱為e2fs programs）是用以維護ext2，ext3和ext4檔案系統的工具程序集。由於ext2/3/4是绝大多数Linux发行版默认的文件系统，所以這套工具集也包含在众多Linux发行版内。
e2fsprogs包含以下獨立的程式：
- e2fsck, ext2/3/4文件系统的fsck程序，用于檢查文件系统的完整性。
- mke2fs, 用于创建ext2/3/4檔案系統。
- resize2fs, 調整已建立的ext2/3/4檔案系統的大小。
- tune2fs, 修改ext2/3/4檔案系統的相關參數。
- dumpe2fs, 顯示ext2/3/4檔案系統的相关資訊。
- debugfs, 用于调试ext2/3/4文件系统，可以查看与更改文件系统的状态。

e2fsprogs工具集同时也包含函数库libext2fs。

## 外部連結
- e2fsprogs项目主页（页面存档备份，存于）
- e2fsprogs git源代码仓库
- Design and Implementation of the Second Extended Filesystem（页面存档备份，存于）